# Senne (voornaam)
Senne is een voornaam voor jongens en ook voor meisjes.

## Etymologie van de naam
De naam Senne is een vorm van Sebastianus, een naam die rechtstreeks of indirect is afgeleid van het Griekse sebastos, dat eerwaardig of verheven betekent.
Er is een feestdag op 20 januari ter ere van Sebastianus, een legerofficier die volgens de legende in de 4e eeuw op bevel van keizer Diocletianus om zijn geloof met pijlen werd doorschoten. Hij werd dood gewaand, doch herstelde en verweet de keizer zijn misdaden, waarop hij werd gedood.

## Personen met de naam Senne
- Senne Dehandschutter (1985), Belgisch regisseur
- Senne Guns (1986), Belgisch zanger
- Senne Lammens (2002), Belgisch doelman
- Senne Lynen (1999), Belgisch voetballer
- Senne Rouffaer (1925-2006), Belgisch acteur
- Senne van de Velde (2005), Nederlands voetbalster